# Sambas de Enredo 2013
Sambas de Enredo 2013 é um álbum com as músicas das escolas de samba do Grupo Especial do Rio de Janeiro para o carnaval de 2013. Foi lançado no dia 3 de dezembro de 2012, pela Universal Music em parceria com a Edimusa (Editora Musical Escola de Samba). Foi o nono álbum mais vendido no Brasil em 2012.
O disco foi gravado entre outubro e novembro de 2012, após as agremiações realizarem suas disputas de samba-enredo. Na primeira etapa da produção, foram gravadas ao vivo, na Cidade do Samba, a bateria das escolas e o coro com a participação das comunidades. Na segunda etapa, foram gravadas as bases musicais e as vozes dos intérpretes no estúdio Cia. dos Técnicos, em Copacabana, no Rio. O álbum foi produzido por Laíla e Mário Jorge Bruno, com direção artística de Zacarias Siqueira de Oliveira, e arranjos musicais de Alceu Maia e Jorge Cardoso.
Campeã do carnaval de 2012, a Unidos da Tijuca estampa a capa do álbum e é a faixa de abertura do disco com um samba sobre a Alemanha. Vice-campeão de 2012, o Salgueiro estampa a contracapa e apresenta um samba sobre a fama. A gravação da faixa tem participação do cantor Xande de Pilares, que foi efetivado como intérprete da escola. Compositores do samba da Vila Isabel, sobre a agricultura brasileira e a vida no campo, Martinho da Vila e Arlindo Cruz também gravaram a faixa da escola junto com o intérprete Tinga. O samba da Beija-Flor tem como tema o cavalo manga-larga marchador. A Grande Rio apresenta uma canção em defesa da divisão dos royalties de petróleo favorável aos estados produtores. A escola promoveu Emerson Dias à intérprete oficial junto com Nêgo.
O samba da Portela, dos mesmos autores do aclamado "Madureira Sobe o Pelô" de 2012, homenageou o bairro de Madureira, onde fica a sede da escola. A canção da Mangueira teve como tema a cidade de Cuiabá. A União da Ilha do Governador homenageou Vinícius de Moraes, morto em 1980. O poeta completaria cem anos em 2013. O samba da Mocidade Independente de Padre Miguel teve como tema o Rock in Rio, enquanto a obra da Imperatriz Leopoldinense homenageou o estado do Pará. A São Clemente fez a junção de dois sambas concorrentes com o tema sobre as telenovelas brasileiras. Campeã do Grupo A de 2012, a Inocentes de Belford Roxo fez sua estreia no Grupo Especial com um samba sobre os cinquenta anos da imigração sul-coreana no Brasil. A escola contratou o intérprete Wantuir, que foi desligado da Grande Rio. O álbum recebeu críticas mistas dos especialistas. O samba da Vila foi aclamado pela crítica e recebeu todos os prêmios do carnaval. No Desfile das Escolas de Samba de 2013, apenas o samba da Portela recebeu nota máxima de todos os julgadores.

## Antecedentes
"Essa é uma ideia extremamente ousada, já que o Rock in Rio nunca foi somente rock. Ele tem a capacidade de juntar todas as tribos. O festival, junto com o carnaval, são as duas maiores festas brasileiras. Ao mesmo tempo, são dois trabalhos tipo exportação".

— Roberto Medina, sobre o enredo da Mocidade.

"Queremos Cuiabá no roteiro mundial de turismo e negócios. Temos o Pantanal, a nossa história e cultura, a hospitalidade da nossa gente e a iniciativa privada fazendo grandes investimentos. Por isso, não podemos perder um evento deste porte".

— Chico Galindo, prefeito de Cuiabá.

"Vai ser um enredo educacional, mostrando como os royalties são fundamentais para o estado do Rio, e falando também da importância do petróleo para a economia".

— Edson Alexandre, presidente da Grande Rio, sobre o enredo da escola.
A Mocidade Independente de Padre Miguel foi a primeira agremiação a escolher seu tema para o carnaval de 2013. A escola anunciou o enredo sobre o Rock in Rio com antecedência, no dia 14 de setembro de 2011, numa coletiva de imprensa na Cidade do Rock, com a presença de Roberto Medina, idealizador do festival de música. Durante a coletiva, o presidente da Mocidade, Paulo Vianna, lembrou que a escola se apresentou, junto com o cantor Pepeu Gomes, no Rock in Rio de 1985. O enredo foi desenvolvido pelo carnavalesco Alexandre Louzada.

Vinícius de Moraes foi escolhido como enredo da União da Ilha.

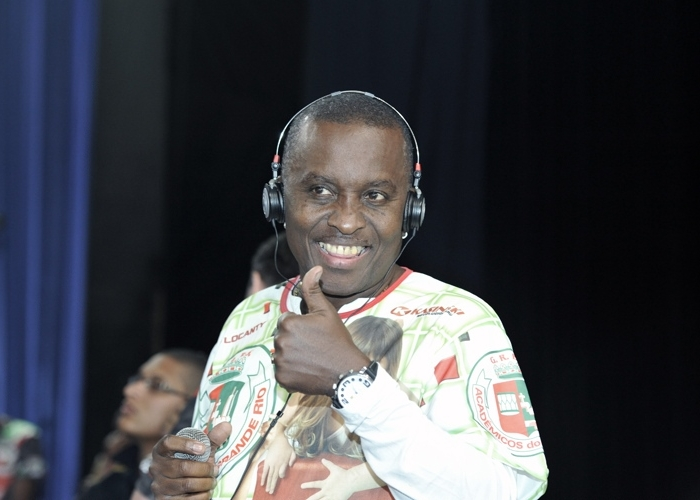
Desligado da Grande Rio, Wantuir foi contratado pela Inocentes.

A Beija-Flor foi a segunda escola a divulgar o tema. Ainda na semana do carnaval de 2012, a agremiação de Nilópolis anunciou o enredo sobre a raça de cavalos brasileira Manga-larga Marchador, patrocinado pela Associação Brasileira de Criadores de Cavalos Manga-larga Marchador. A sinopse do enredo, desenvolvida pela comissão de carnaval da escola, foi divulgada no dia 15 de maio de 2012. A União da Ilha do Governador escolheu homenagear Vinícius de Moraes, morto em 1980. O poeta completaria cem anos em 2013. O tema foi sugerido pelo carnavalesco Alex de Souza, em seu terceiro carnaval à frente da escola, e aprovado por unanimidade pelos segmentos da agremiação. O enredo foi divulgado no dia 10 de março de 2012. Na ocasião, o presidente da Ilha, Ney Filardi, lembrou que Vinícius morou na Ilha do Governador entre 1922 e 1929. Uma festa foi realizada na quadra da escola, no dia 2 de junho de 2012, para lançar a sinopse do enredo.
A São Clemente anunciou seu enredo no início de abril. A escola, que no carnaval anterior fez um desfile sobre os musicais, anunciou um enredo sobre as telenovelas brasileiras para 2013, com o apoio da Rede Globo. O enredo "Horário Nobre" foi desenvolvido pelo carnavalesco Milton Cunha, com auxilio do pesquisador Roberto Vilaronga. Fábio Ricardo foi o carnavalesco da escola pelo terceiro ano seguido. A Portela anunciou seu enredo no dia 7 de abril de 2012, durante a tradicional Feijoada da Família Portelense. A escola manteve o carnavalesco Paulo Menezes, que desenvolveu, junto com Carlos Monte, um enredo sobre os noventa anos da Portela e os quatrocentos anos do bairro de Madureira, onde está sediada a agremiação. A Unidos de Vila Isabel anunciou seu enredo no final de abril. A escola recebeu patrocínio da BASF, indústria de produtos químicos, para realizar um desfile sobre a agricultura brasileira. O enredo "A Vila Canta o Brasil, Celeiro do Mundo - Água no Feijão que Chegou Mais Um..." foi desenvolvido pelo historiador Alex Varela, pelo compositor Martinho da Vila e pela carnavalesca Rosa Magalhães em seu terceiro ano na escola.
O enredo da Mangueira, sobre Cuiabá, foi divulgado pela prefeitura da cidade, no dia 7 de maio de 2012. Cerca de 3,6 milhões de reais, divididos entre a prefeitura e a iniciativa privada, foram destinados à escola. O enredo "Cuiabá: Um Paraíso no Centro da América" foi desenvolvido pelo pesquisador Marcos Roza e pelo carnavalesco Cid Carvalho, em seu segundo carnaval na escola. A Imperatriz Leopoldinense divulgou seu enredo no dia 17 de maio. A escola trocou o carnavalesco Max Lopes, que assinou os três carnavais anteriores da agremiação, pelos carnavalescos Cahê Rodrigues, Mário Monteiro e Kaká Monteiro. Os três novos carnavalescos desenvolveram um enredo sobre o estado do Pará. A escola também reforçou seu carro de som, contratando o intérprete Wander Pires para cantar junto com Dominguinhos do Estácio.
A Inocentes de Belford Roxo venceu o Grupo A (segunda divisão do carnaval) em 2012, sendo promovida ao Grupo Especial pela primeira vez em sua história. A escola divulgou seu enredo no final de maio de 2012. Campeão com a escola no acesso, o carnavalesco Wagner Gonçalves foi mantido no cargo e desenvolveu, para 2013, um enredo sobre a Coréia do Sul. Entre 2012 e 2013 estavam sendo promovidos diversos eventos no país em comemoração aos cinquenta anos do início da imigração coreana no Brasil. Aproveitando-se desse fato, a escola conseguiu um apoio cultural do Ministério da Cultura da Coréia. A sinopse do enredo foi divulgada no dia 16 de junho de 2012. Com a saída de Wantuir da Grande Rio, a Inocentes contratou o intérprete para formar dupla com Thiago Brito, que estava na escola desde o ano anterior. Vice-campeão do carnaval de 2012, o Salgueiro escolheu um enredo de Renato Lage e Márcia Lage sobre a fama, com patrocínio da Revista Caras. A sinopse do enredo foi divulgada no dia 20 de junho. Campeã de 2012, a Unidos da Tijuca escolheu um enredo sobre a Alemanha. Em 2013, foi comemorado o ano da Alemanha no Brasil. O enredo "Desceu Num Raio, É Trovoada! O Deus Thor Pede Passagem pra Mostrar Nessa Viagem a Alemanha Encantada" foi assinado pelo carnavalesco Paulo Barros. A sinopse do enredo foi divulgada no dia 5 de julho de 2012.
A Grande Rio foi a última escola a divulgar seu enredo para 2013. A agremiação escolheu fazer um enredo em defesa da divisão dos royalties de petróleo favorável aos estados produtores. Na época, o governo do Rio de Janeiro reivindicava o direito aos royalties do petróleo extraído no estado, contra uma lei que pretendia redistribuí-los a outras unidades federativas. A Organização dos Municípios Produtores de Petróleo patrocinou o desfile. O enredo "Amo o Rio e Vou à Luta: Ouro Negro Sem Disputa!" foi desenvolvido por Roberto Szaniecki. O carnavalesco foi contratado para substituir Cahê Rodrigues, que se transferiu para a Imperatriz. A escola também demitiu o intérprete Wantuir e promoveu o cantor Emerson Dias, que nos anos anteriores foi apoio do carro de som. Nêgo foi chamado para gravar o samba da escola para álbum, mas após sua saída do Império Serrano, foi efetivado como intérprete da Grande Rio ao lado de Emerson.

## Escolha dos sambas

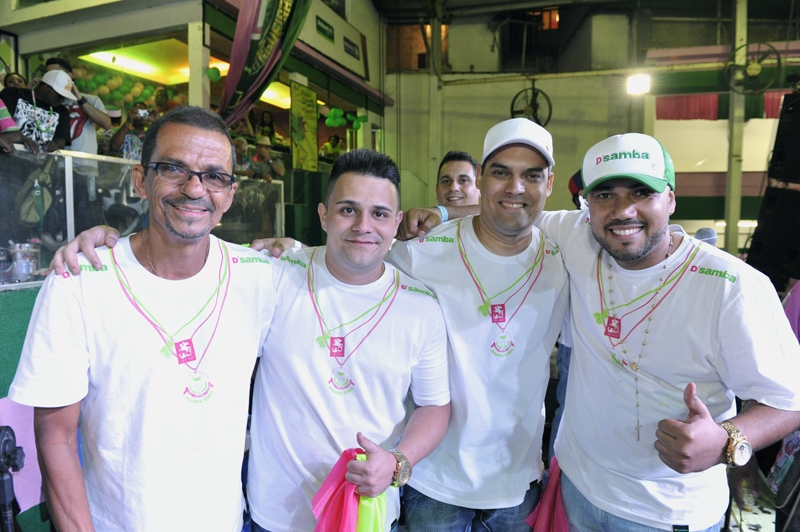
Compositores do samba da Estação Primeira de Mangueira.

A Mangueira foi a primeira agremiação a escolher seu samba para o carnaval de 2013. A final da disputa de samba-enredo da escola foi realizada na noite do sábado, dia 29 de setembro de 2012, na quadra da escola. Mais de seis mil pessoas compareceram ao evento. Venceu a obra dos compositores Lequinho, Jr. Fionda, Igor Leal e Paulinho Carvalho, os mesmos autores do samba mangueirense de 2012. Pela sétima vez Lequinho venceu uma disputa na Mangueira. Outras duas obras estavam concorrendo na final: uma da parceria de Alemão do Cavaco e outra formada por compositores de Cuiabá.

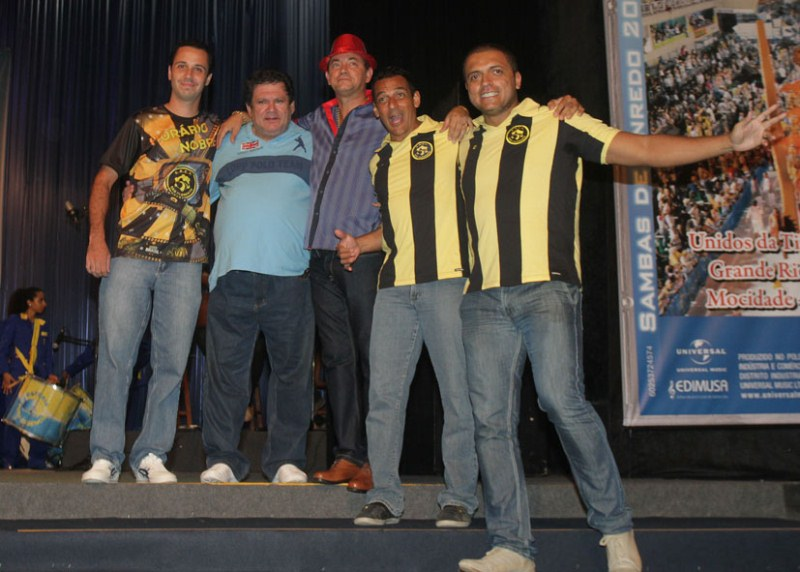
Os compositores do samba da São Clemente.

A São Clemente foi a segunda escola a definir seu samba. A final da disputa foi realizada na quadra da escola, tendo início na noite da sexta-feira, dia 5 de outubro de 2012, e terminando na madrugada do sábado. Duas parcerias disputavam a final. A direção da escola decidiu juntar as melhores partes das duas obras. Com isso, foi aproveitada a primeira parte e o refrão do meio do samba dos compositores Nelson Amatuzzi, Victor Alves, Floriano do Caranguejo, Beto Savana, Guguinha e Fábio Portugal; e a segunda parte e o refrão principal da obra composta por Gabrielzinho Poeta.
O Salgueiro realizou sua final de disputa na madrugada da sexta-feira, dia 12 de outubro de 2012. Três obras disputaram para ser o samba oficial da escola. O resultado foi anunciado pouco depois das cinco horas da manhã. Marcelo Motta, um dos compositores do samba de 2012 da escola, venceu novamente, dessa vez junto com João Ferreira, Gê Lopes e Thiago Daniel. Uma das parcerias perdedoras era liderada por Xande de Pilares. Apesar da derrota, o cantor foi convidado pela escola para gravar o samba vencedor e cantar a obra no desfile. A Portela escolheu seu samba na madrugada do sábado, dia 13 de outubro. Mais de seis mil pessoas passaram pela quadra da escola, em Madureira. Com quatro parcerias finalistas, venceu a obra dos compositores Wanderley Monteiro, Luiz Carlos Máximo, Toninho Nascimento e André do Posto7, mesmos autores do samba de 2012, vencedor de todos os prêmios do carnaval. Pela quarta vez, Wanderley e Máximo assinam um samba oficial na escola. Os dois também são autores dos sambas de 2009, 2011 e 2012. Toninho e André vencem pela segunda vez.

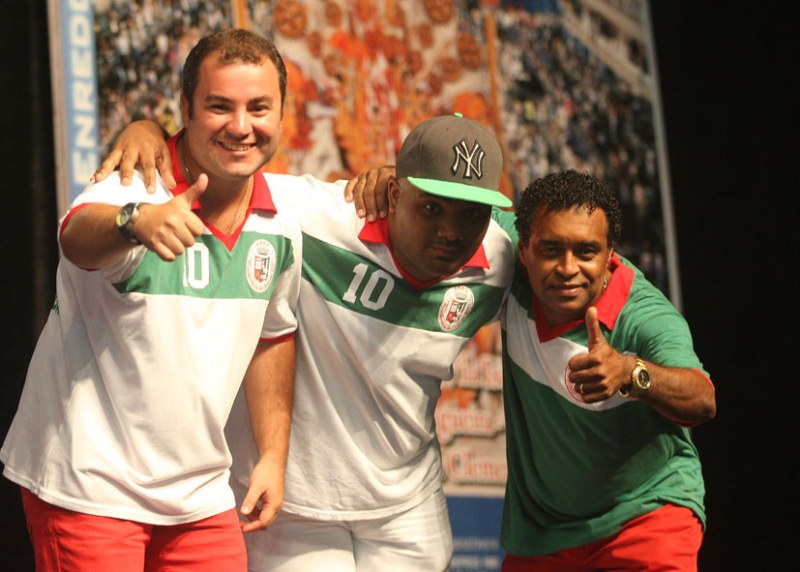
Compositores do samba da Grande Rio no lançamento do álbum.

Três escolas realizaram suas finais na madrugada do domingo, dia 14 de outubro de 2012. Na Grande Rio, cerca de seis mil pessoas estiveram presentes na quadra da escola, no centro de Duque de Caxias. O resultado foi divulgado por volta das 4 horas da manhã. O samba dos compositores Mingau, Junior Fragga, Deré, Mingauzinho e Arlindo Neto derrotou outros três concorrentes. Na mesma noite, a Unidos de Vila Isabel realizou a final da sua disputa. Venceu a obra dos compositores Martinho da Vila, Arlindo Cruz, André Diniz, Tunico da Vila e Leonel. A parceria era apontada como favorita desde o início da disputa. Compositores do samba de 2012 da Vila, André venceu sua décima quarta disputa; Leonel venceu a sétima e Arlindo a segunda. Martinho assina o samba da Vila pela décima primeira vez e Tunico ganhou seu primeiro samba na escola.

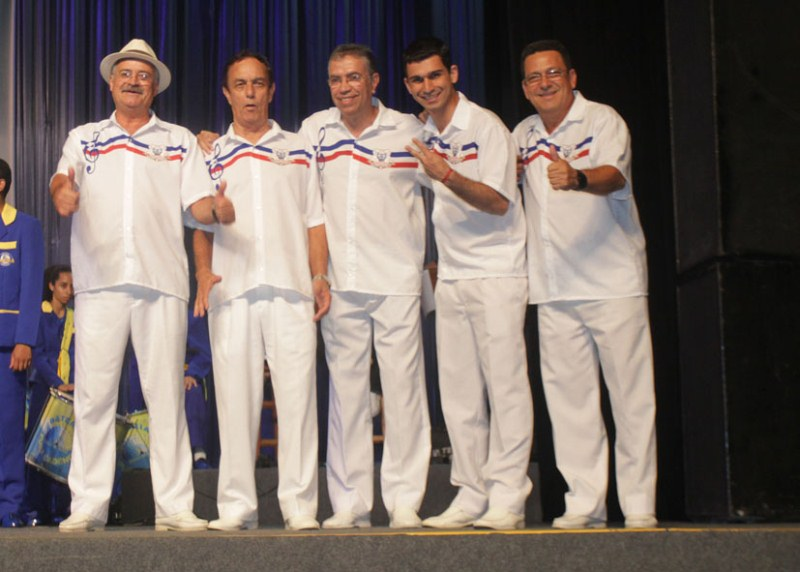
Os compositores do samba da União da Ilha do Governador.

A União da Ilha também escolheu seu samba na madrugada de domingo. Mais de cinco mil pessoas passaram pela quadra da escola, no Cacuia. Quatro parcerias estavam na disputa. Venceu a obra dos compositores Ginho, Júnior, Vinicius do Cavaco, Eduardo Conti, Professor Hugo e Jair Turra, todos vencedores pela primeira vez. O jornalista Alex Escobar integrava uma das parcerias que perderam. A final da disputa de samba da Mocidade foi realizada na madrugada da segunda-feira, dia 15 de outubro de 2012. Mais de cinco mil pessoas compareceram à nova quadra da escola, inaugurada semanas antes, na Avenida Brasil. O samba dos compositores Jefinho Rodrigues, Jorginho Medeiros, Marquinho Índio, Domingos PS, Moleque Silveira e Gustavo Henrique venceu outras duas obras.

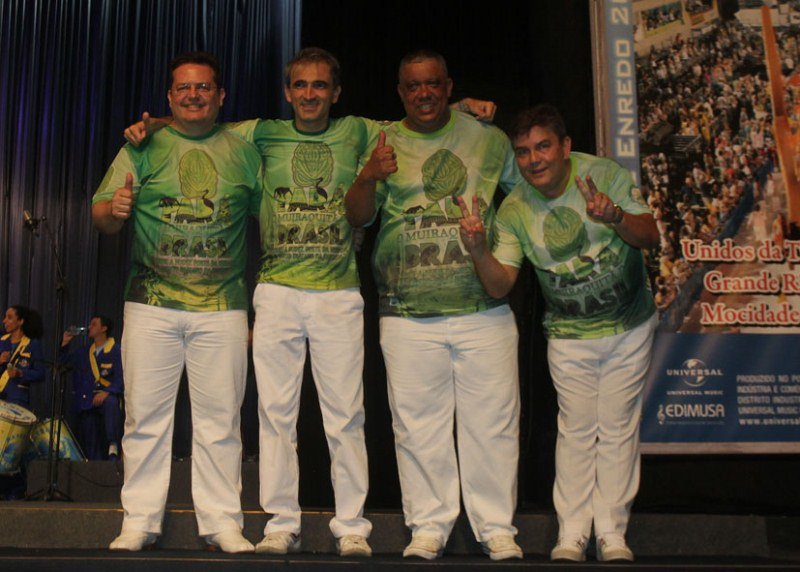
Compositores do samba da Imperatriz no lançamento do álbum.

Imperatriz Leopoldinense e Inocentes de Belford Roxo realizaram suas finais na noite da quarta-feira, dia 17 de outubro de 2012. Na Imperatriz, venceu o samba dos compositores Me Leva, Gil Branco, Tião Pinheiro, Drummond e Maninho do Ponto. Na Inocentes, venceu a obra da parceria de Bill Conty, Dominguinhos, Ildo dos Santos, J. J. Santos, Juarez Rosseto e Marã. A Beija-Flor foi a penúltima escola a definir seu samba para o carnaval de 2013. A final da disputa teve início na noite da quinta-feira, dia 18 de outubro de 2012. O resultado foi anunciado na madrugada da sexta-feira, dia 19. A obra dos compositores J. Velloso, Ribeirinho, Marquinho Beija-Flor, Gilberto Oliveira, Sílvio Romai, Dilson Marimba, Miguel e Cláudio Russo venceu outros três sambas concorrentes.
Campeã do carnaval de 2012, a Unidos da Tijuca foi a última escola a escolher seu samba. A final da disputa da escola teve início na noite do sábado, dia 20 de outubro de 2012. O resultado foi divulgado na madrugada do domingo, dia 21. Das 28 obras inscritas no concurso, três chegaram à final. Venceu o samba dos compositores Julio Alves, Totonho, Dudu e Elson Ramires. Foi a sexta vitória de Júlio e a quinta de Totonho na Tijuca.

## Gravação e lançamento

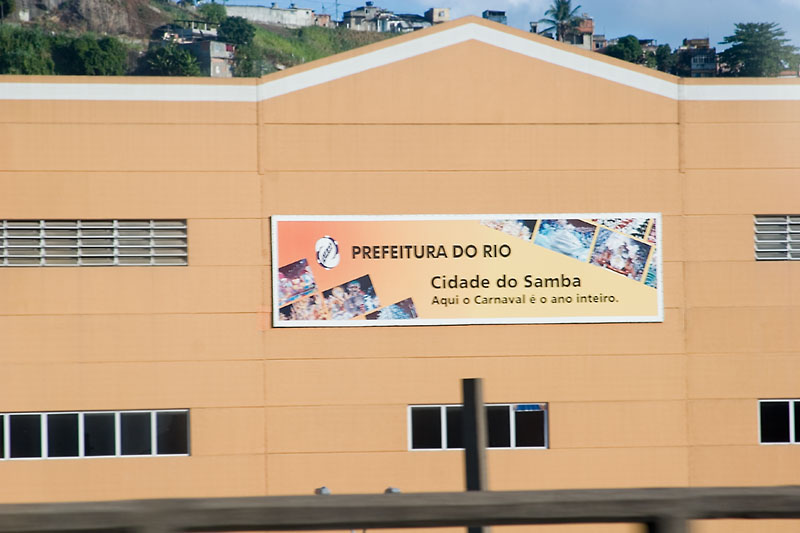
Cidade do Samba, onde foi gravada a parte ao vivo do álbum.

O álbum foi produzido por Laíla e Mário Jorge Bruno, com direção artística de Zacarias Siqueira de Oliveira, e arranjos musicais de Alceu Maia e Jorge Cardoso. As gravações foram divididas em duas etapas: gravação da bateria e do coro da comunidade, ao vivo, num estúdio montado na Cidade do Samba; e gravação dos instrumentos de base e da voz dos intérpretes no estúdio. Na primeira etapa, cada escola levou determinada quantidade de componentes para a gravação do coro do samba e ritmistas para gravar a base da bateria. Na etapa posterior, foram gravadas, na Cia. dos Técnicos Studio, em Copacabana, as bases instrumentais e as vozes dos intérpretes. A Liga Independente das Escolas de Samba (LIESA) promoveu uma festa de lançamento do álbum para a imprensa, representantes das doze agremiações e outros convidados, na noite da segunda-feira, dia 3 de dezembro de 2012, na Cidade do Samba. Acompanhadas pela bateria da campeã de 2011, Unidos da Tijuca, cada escola apresentou sua obra com seus respectivos intérpretes, autores dos sambas, mestres-salas, porta-bandeiras, diretores e rainhas de bateria. Também participaram da festa a cantora Gaby Amarantos (cantando a faixa da Imperatriz junto com Dominguinhos e Wander Pires) e Arlindo Cruz (um dos compositores do samba da Vila, cantando a faixa da escola junto com Tinga).

## Designvisual
Tradicionalmente, a capa do álbum e seu design visual remetem à escola campeã do carnaval anterior, enquanto a contracapa remete à vice-campeã. Na capa de Sambas de Enredo 2013 é utilizada uma imagem do fotógrafo Mario Samagaio com a lateral da terceira alegoria do desfile de 2012 da Tijuca, intitulada "Do barro, se fez a vida", sobre a obra do artesão Mestre Vitalino. Ao fundo da imagem é possível ver os arcos da Praça da Apoteose iluminados de azul. Além do título do álbum, a capa contém a inscrição "Tijuca Campeã", nas cores da escola, azul e amarelo. Fabio Oliveira é o responsável pela arte da capa.
A contracapa do álbum monstra uma imagem do fotógrafo Diego Mendes, com a visão frontal da terceira alegoria do desfile de 2012 do Salgueiro, intitulada "O Pavão Misterioso", que tem como tema o cordel O Romance do Pavão Misterioso. A imagem contém a inscrição "Salgueiro vice-campeã" e o nome das escolas que compõem o álbum, com letras nas cores vermelho e branco.

## Faixas
Tradicionalmente, a lista de faixas segue a ordem de classificação do carnaval anterior. A primeira faixa é da campeã de 2012, Unidos da Tijuca; a segunda é do vice-campeão, Salgueiro; e assim por diante. A última faixa é da escola que ascendeu do grupo de acesso, a Inocentes de Belford Roxo, campeã do Grupo A de 2012 e promovida ao Grupo Especial de 2013.
| N.º            | Título | Compositor(es) | Intérpretes e participações                                         | Duração |  |
| 1.             | "Desceu num Raio, É Trovoada! O Deus Thor Pede Passagem para Mostrar Nessa Viagem a Alemanha Encantada" (Unidos da Tijuca) | Julio Alves, Totonho, Dudu, Elson Ramires                                                                             | Bruno Ribas                                                         | 6:24    |  |
| 2.             | "Fama" (Acadêmicos do Salgueiro)                                                                                           | Marcelo Motta, João Ferreira, Gê Lopes, Thiago Daniel                                                                 | Quinho, Serginho do Porto, Leonardo Bessa (Part.: Xande de Pilares) | 5:49    |  |
| 3.             | "A Vila Canta o Brasil, Celeiro do Mundo - Água no Feijão que Chegou Mais Um" (Unidos de Vila Isabel)                      | Martinho da Vila, Arlindo Cruz, André Diniz, Tunico da Vila, Leonel                                                   | Tinga (Part.: Martinho da Vila, Arlindo Cruz)                       | 5:50    |  |
| 4.             | "Amigo Fiel - Do Cavalo do Amanhecer ao Mangalarga Marchador" (Beija-Flor)                                                 | J. Velloso, Ribeirinho, Marquinho Beija-Flor, Gilberto Oliveira, Dilson Marimba, Sílvio Romai, Miguel, Cláudio Russo  | Neguinho da Beija-Flor                                              | 5:31    |  |
| 5.             | "Amo o Rio e Vou à Luta: Ouro Negro sem Disputa... Contra a Injustiça em Defesa do Rio" (Acadêmicos do Grande Rio)         | Mingau, Junior Fragga, Deré, Mingauzinho, Arlindo Neto                                                                | Emerson Dias (Part.: Nêgo)                                          | 4:33    |  |
| 6.             | "Madureira... Onde o Meu Coração Se Deixou Levar" (Portela)                                                                | Wanderley Monteiro, Luiz Carlos Máximo, Toninho Nascimento, André do Posto 7                                          | Gilsinho                                                            | 5:17    |  |
| 7.             | "Cuiabá: Um Paraíso no Centro da América!" (Estação Primeira de Mangueira)                                                 | Lequinho, Junior Fionda, Paulinho Carvalho, Igor Leal                                                                 | Luizito, Zé Paulo Sierra, Ciganerey, Agnaldo Amaral                 | 6:10    |  |
| 8.             | "Vinicius no Plural. Paixão, Poesia e Carnaval" (União da Ilha do Governador)                                              | Ginho, Júnior, Vinícius do Cavaco, Eduardo Conti, Professor Hugo, Jair Turra                                          | Ito Melodia                                                         | 6:04    |  |
| 9.             | "Eu Vou de Mocidade com Samba e Rock in Rio - Por Um Mundo Melhor" (Mocidade Independente de Padre Miguel)                 | Jefinho Rodrigues, Jorginho Medeiros, Marquinho Índio, Domingos PS, Moleque Silveira, Gustavo Henrique                | Luizinho Andanças                                                   | 5:12    |  |
| 10.            | "Pará - O Muiraquitã do Brasil. Sobre a Nudez Forte da Verdade, o Manto Diáfano da Fantasia" (Imperatriz Leopoldinense)    | Me Leva, Gil Branco, Tião Pinheiro, Drummond, Maninho do Ponto                                                        | Dominguinhos do Estácio, Wander Pires                               | 5:42    |  |
| 11.            | "Horário Nobre" (São Clemente)                                                                                             | Nelson Amatuzzi, Victor Alves, Floriano do Carangueijo, Sacadura Cabral, Guguinha, Fábio Portugal, Gabrielzinho Poeta | Igor Sorriso                                                        | 5:05    |  |
| 12.            | "As Sete Confluências do Rio Han" (Inocentes de Belford Roxo)                                                              | Billi Conty, Dominguinhos, Ildo dos Santos, Juarez Rosseto, Marã, J. J. Santos                                        | Wantuir, Thiago Brito                                               | 5:50    |  |
| Duração total: | Duração total: | Duração total: | Duração total:                                                      | 1:08:15 |  |

## Conteúdo musical
- 1. "Desceu num Raio, É Trovoada! O Deus Thor Pede Passagem para Mostrar Nessa Viagem a Alemanha Encantada" (Unidos da Tijuca)

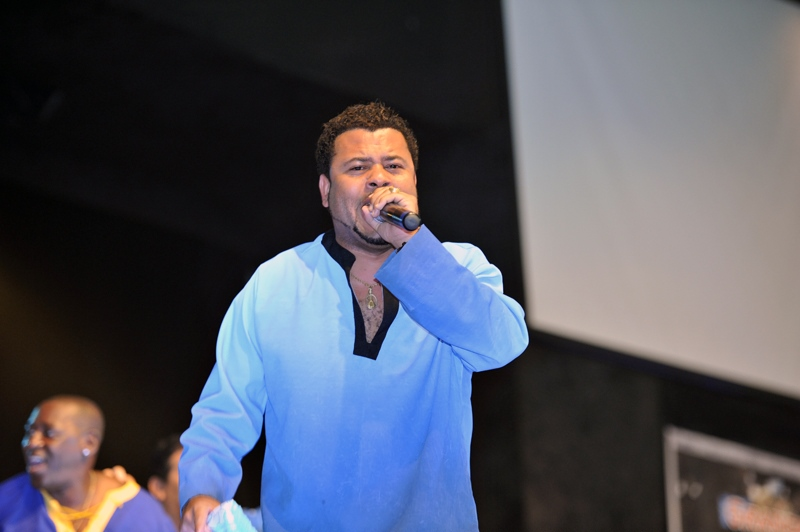
Bruno Ribas interpreta a primeira faixa do álbum, sobre a Alemanha.

A faixa de abertura do álbum é da Unidos da Tijuca, campeã do carnaval de 2012. O disco abre com o coro da comunidade tijucana cantando um verso do refrão principal da obra ("Metade do meu coração é Tijuca / A outra metade Tijuca também"). A seguir, o intérprete Bruno Ribas declara que "o meu coração inteiro é Tijuca" e após uma rápida introdução da bateria da escola, inicia o samba. A letra da obra começa fazendo referência à Thor, o Deus do Trovão, fio condutor do enredo sobre a Alemanha ("Um raio rasgando o céu / Cruzou o Borel, é trovoada / Na velocidade da luz o filho de Odin / Anuncia a Alemanha encantada"). Os versos seguintes fazem referência aos personagens mitológicos que habitam o reino de Asgard, constantemente retratados na literatura e no cinema ("Na fantasia de um mundo imortal / Seres, magia do meu Carnaval / Pela floresta surge um olhar / Mistérios que bailam no ar"). A preparação para o refrão central é uma saudação à escola ("Tijuca querida, razão da minha vida / Balança o povo, embala a emoção / E mexe com meu coração"). O refrão central faz menção ao cinema, especialmente à primeira superprodução cinematográfica alemã, o filme O Anjo Azul, de 1931 ("Vai brilhar em cada cinema o anjo, sonhar"). Também menciona a literatura e a música alemã ("Em prosa e poema, se eternizar / Feito a sinfonia, legado alemão / Deixado à civilização"). A segunda parte do samba inicia fazendo referência às fábulas infantis dos irmãos Grimm ("No mundo da imaginação era uma vez... / O conto de fadas, no reino encantado / A infância mais feliz quem fez?") e aos brinquedos playmobil, inventados pelo alemão Hans Beck ("Eu vi a criança em sua ilusão / Erguer um castelo, brinquedo na mão"). A seguir, são lembrados os inventores alemães e suas contribuições. Na preparação para o refrão principal é lembrado que 2013 é o ano da Alemanha no Brasil ("Brasil e Alemanha unidos / Bandeiras, culturas, saber / Vai trovejar, um ano para não esquecer").
- 2. "Fama" (Salgueiro)

A faixa do Salgueiro é interpretada por Quinho, Serginho do Porto, Leonardo Bessa e Xande de Pilares. Na primeira passada, cada intérprete canta um trecho da obra. Na segunda, os quatro cantam juntos. A letra do samba está em primeira pessoa, como se fosse o próprio Salgueiro falando. A obra começa com o Salgueiro se apresentando ("Tenho fama de fazer história por ser diferente"). Alexandre, o Grande é mencionado no verso "Em Alexandria a grande expressão do saber". Mas nem só os famosos são lembrados no samba. Os que se escondem por trás de máscaras são lembrados no verso "Noite encantada, se fez mascarada pela emoção". O refrão central inicia mencionando o famoso retrato do Rei Luís XIV de França ("Pra ver o que? O traço do pintor / Que o 'astro' Rei Luís retratou"). O verso "Imagine, teve gente se achando mais que Deus" faz uma brincadeira com a polêmica declaração de que os Beatles eram mais populares que Jesus, frase dita por John Lennon, autor da música "Imagine". A famosa fotografia de Che Guevara (Guerrillero Heroico) é lembrada no verso "Revolucionar com os seus ideais / Imagem que o tempo não apaga jamais". Os versos seguintes fazem referência ao cotidiano das pessoas famosas e os possíveis problemas enfrentados pela fama ("Se vacilar, cair na rede, vão criticar...o que é que tem? / Vida de celebridade é um vai e vem"). O refrão principal faz uma sutil menção ao patrocinador do desfile, a Revista Caras ("Tá na capa da revista, o meu pavilhão / E na cara dessa gente, o orgulho, a emoção").
- 3. "A Vila Canta o Brasil, Celeiro do Mundo - Água no Feijão que Chegou Mais Um" (Vila Isabel)

A terceira faixa é da Vila Isabel. Dois dos compositores da obra, Martinho da Vila e Arlindo Cruz abrem a faixa cantando um trecho da segunda parte da obra. Logo depois o intérprete Tinga dá o seu grito de guerra e inicia o samba. Martinho volta a cantar, junto com Tinga, no refrão central, na primeira passada. Arlindo também volta a participar no refrão principal. Buscando uma sonoridade mais brejeira, a faixa faz uso de acordeão e triângulo. A letra em primeira pessoa, narra o dia de um agricultor no campo e faz uso de expressões do dialeto caipira, como "muié" e "cumpadi". A narrativa começa com o amanhecer ("O galo cantou / Com os passarinhos no esplendor da manhã / Agradeço a Deus por ver o dia raiar / O sino da igrejinha vem anunciar"). A seguir, o narrador prepara o café da manhã e parte para o trabalho na roça ("Preparo o café, pego a viola, parceira de fé / Caminho da roça e semear o grão..."). No refrão central, o narrador e sua mulher recebem uma visita ("Ô muié, o cumpadi chegou / Puxa o banco e vem prosear / Bota água no feijão, já tem lenha no fogão / Faz um bolo de fubá"). Na segunda parte do samba, o narrador volta ao trabalho ("Pinga o suor na enxada / A terra é abençoada"). Martinho da Vila queria incluir o termo "reforma agrária" na letra, mas os demais compositores ficaram receosos porque a escola pediu para não abordar política. A solução encontrada por André Diniz foi utilizar o verbo partilhar ("Preciso investir, conhecer / Progredir, partilhar, proteger..."). A seguir, o narrador descreve o entardecer ("Cai a tarde, acendo a luz do lampião / A lua se ajeita, enfeita a procissão"). A sequência em notas graves prepara o canto para as notas agudas a seguir ("De noite, vai ter cantoria / E está chegando o povo do samba"). Um falso refrão prepara o canto para o refrão principal ("É a Vila, chão da poesia, celeiro de bamba / Vila, chão da poesia, celeiro de bamba"). Na repetição do refrão principal, há uma troca do verbo plantar pelo verbo colher ("Festa no arraiá / É pra lá de bom / Ao som do fole, eu e você / A Vila vem plantar / Felicidade no amanhecer. / Festa no arraiá / É pra lá de bom / Ao som do fole, eu e você / A Vila vem colher / Felicidade no amanhecer").
- 4. "Amigo Fiel - Do Cavalo do Amanhecer ao Mangalarga Marchador" (Beija-Flor)

Interpretada por Neguinho da Beija-Flor, a faixa da escola de Nilópolis começa com sons de relinchos e galopes de cavalos. A letra do samba é em primeira pessoa, como se o narrador fosse o próprio cavalo manga-larga marchador, tema da obra. O samba lembra a origem do cavalo na Pré-História  e uma de suas primeiras linhagens, o Eohippus, conhecido como Cavalo do Amanhecer ("Venho de longe de uma era milenar / Fui coroado quando o dia amanheceu"). Também é lembrado o Cavalo de Troia ("Presente de grego, que grande ironia"). A seguir o samba faz referência à utilização dos cavalos por reis e em batalhas ("Herói nas batalhas, real montaria"); lembra Pégaso ("Com asas surgi no infinito, tão claro mito"); a lenda do Cavalo árabe ("A joia rara de Alah"); e a ligação com os povos ciganos ("Cigano... Buscando a purificação"). O refrão central da obra lembra que os cavalos foram usados para puxar bondes e carruagens ("É o bonde que vai, carruagem que vem... / Na viagem que traz, o amor de alguém"). A seguir, é lembrada a raça, desenvolvida pela corte portuguesa, chamada Alter-Real, que significa A Estrela que Voa ("Indomável corcel, alazão da Coroa / Troféu da nobreza a estrela que voa"). A segunda parte do samba começa lembrando que D. João VI levou a raça Alter-Real ao Brasil e presenteou seu amigo, o Barão de Alfenas, com um exemplar da raça ("Amigo do rei, pela estrada lá vai o barão"). Na mesma época, Minas Gerais se destacava como centro criador de equinos e os cavalos da raça Alter-Real fora utilizados pelos produtores de café e minérios ("Sul de Minas Gerais galopei, a riqueza da mineração"). Com a transferência da Família Real para o Brasil, a raça também foi levado ao Rio de Janeiro, capital da realeza no país ("Café me fez marchar ao Rio da Corte a bailar"). Foi na Fazenda Campo Alegre, situada no Sul de Minas, que um Alter-Real foi cruzado com éguas marchadoras nativas, dando origem ao Manga-larga Marchador, que à princípio foi chamado de Sublime ("Sou o puro sangue azul e branco / Um acalanto... / A mais sublime criação"). No refrão principal, o narrador se assume como sendo o cavalo homenageado pela escola ("Sou Mangalarga Marchador! / Um vencedor, meu limite é o céu / Eu vim brilhar com a Beija-Flor... / Valente guerreiro, amigo fiel!").
- 5. "Amo o Rio e Vou à Luta: Ouro Negro sem Disputa... Contra a Injustiça em Defesa do Rio" (Grande Rio)

A faixa da Grande Rio é a mais curta do álbum e a única que não passa dos cinco minutos de duração. A faixa abre com os intérpretes Emerson Dias e Nêgo cantando uma saudação à bateria da escola, chamada Invocada ("Segura a Invocada, eu quero ver, sou de Caxias, Grande Rio até morrer"). O samba inicia fazendo referência ao tema da obra, o Petróleo, e o que de bom ele pode oferecer ("Tem lá no fundo do mar / Ouro pra alimentar o mundo. / Que faz crescer, impulsionar / O conhecer, multiplicar"). A seguir é mencionado o Rio de Janeiro, um dos estados que contestam a redistribuição dos royalties de petróleo ("Tão lindo pela própria natureza / Meu Rio vai gerar tanta riqueza / Com igualdade sim / Bom pra você, bom pra mim"). O refrão central da obra exalta a escola e apresenta o tema do enredo ("Uma eterna paixão de enlouquecer / Minha escola é meu bem querer / Felicidade em alto astral / É o ouro negro nosso Carnaval"). A segunda parte do samba faz menção ao uso dos royalties para melhoria da cidade, como a preservação do equipamento urbano e do patrimônio histórico ("Vou jogar a rede e puxar / Vem me dar um beijo, amor / Na praça ouvir o sino tocar / Preservar é dar valor"). São citadas as áreas onde se pode investir o valor advindo com a exploração de petróleo ("Eu quero um lugar pra viver / Segurança e saúde / Pra dar e vender"). A preservação do meio ambiente é lembrada nos versos "É a mensagem taí / Explorar não é destruir". Em seu final, o samba volta a mencionar o protesto contra a redistribuição dos royalties e alerta para a possível consequência dessa ação ("Se faltar, vira o caos / Eu não posso deixar / Pelo Rio eu vou lutar"). O protesto se estende ao refrão principal, de apenas dois versos ("Um grande Rio de amor sou eu / Vem cá, me dá, o que é meu é meu").
- 6. "Madureira... Onde o Meu Coração Se Deixou Levar" (Portela)

Na faixa da Portela, os compositores repetiram características do samba de 2012, como a utilização de três refrãos e a melodia próxima ao samba de roda. A faixa abre com o coro da comunidade cantando o refrão do samba. Logo depois, o intérprete Gilsinho dá o seu grito de guerra e inicia a obra. A letra do samba é em primeira pessoa, como se o narrador fosse o cantor e compositor Paulinho da Viola, o fio condutor do enredo. A canção abre com o narrador se apresentando ("E lá vou eu cantando com minha viola"). O verso seguinte faz referência à obra "Foi Um Rio que Passou em Minha Vida", de Paulinho ("O amor tem seus mistérios por onde me deixo levar / Laiá..."). A seguir, o samba passa a versar sobre Madureira. É lembrada a origem do bairro, que no passado foi uma área rural com fazendas e canaviais ("Nossa história começa por lá / No engenho da fazenda / Dos cantos de canaviá"). O primeiro refrão da obra faz referência às festas dos negros da região, onde se cantava e dançava o jongo e o caxambu. Como as manifestações culturais negras não eram bem vistas pelo restante da sociedade, os negros aproveitavam as festas católicas pra dançar e cantar nos terreiros ("Bate o sino da capela que é dia de santo, sinhá / Tem mironga de jongueiro / O tambor me chamou pra dançar"). A segunda parte do samba descreve um novo tempo em Madureira, com a implantação da estação de trem e a expansão do comércio simbolizada pela citação ao Mercadão de Madureira ("Tempo rodou na roda do trem e veio / A inspiração do partideiro que versou no mercadão"). A seguir são citados símbolos do bairro, como a atriz Zaquia Jorge, que fundou um teatro no bairro e o Madureira Esporte Clube, time do bairro, apelidado de Madura ("Foi nesse chão que a estrela brilhou no tablado / O madura pisou no gramado"). Também são referenciados os ritmos musicais presentes nas atividades culturais do bairro, como o baile charme, as rodas de pagode, os blocos carnavalescos e o baile black ("O malandro do charme dançou / No pagode com outro gingado / Quando o bloco chegou / Agitou o suingue do black / E a nega baiana girou"). O segundo refrão do samba faz referência ao carnaval de Madureira, citando um dos primeiros nomes da Portela (Vai como Pode): "Cai na folia comigo meu bem vem na fé / Na ilusão da fantasia Vai como pode quem quer". A terceira parte da canção inicia fazendo menção ao Império Serrano, outra escola de samba da região ("Surgiu a coroa imperial / Em outros caminhos para o mesmo ritual"). No final, a obra saúda os compositores de Madureira e lembra que o bairro é conhecido como A Capital do Samba ("Portela, meu orgulho suburbano / Traz os poetas soberanos nesse trem para cantar / Que Madureira é muito mais do que um lugar / É a capital do samba que me faz sonhar").
- 7. "Cuiabá: Um Paraíso no Centro da América!" (Mangueira)

A faixa da Mangueira é interpretada por Agnaldo Amaral, Luizito, Zé Paulo Sierra e Ciganerey. Na primeira passada do samba, cada intérprete canta um trecho da obra. Na segunda, os quatro cantam juntos. A faixa abre com Agnaldo cantando um trecho da obra dos compositores Alemão do Cavaco, Rifai, Xavier, Pê Santana e Mazinho Magenta derrotado na final da disputa de samba da Mangueira ("Acima de tudo Mangueira / Canta nação mais feliz / A mais querida do samba / Bate no peito e diz"). A seguir, Agnaldo e Luizito dão seus gritos de guerra e iniciam a obra oficial. O samba começa com o narrador pedindo inspiração para falar sobre Cuiabá, chamada de "capital da natureza" ("Dai-me inspiração, oh Pai! / Pois em meus versos quero declamar / A capital da natureza, eternizar"). Logo depois, a letra descreve o início do enredo, uma viagem de trem por Cuiabá, partindo da Mangueira, tendo como maquinista, Mestre Delegado, representando os "gênios mangueirenses" ("Embarque na Estação Primeira / O Mestre a nos guiar / Bambas imortais, o Eldorado dos antigos carnavais"). A seguir, é lembrada a exploração de minérios e a busca por ouro na região ("Num relicário de beleza sem igual / Fonte de riqueza natural"). Os versos seguintes brincam com uma das alcunhas de Cuiabá, a de "Cidade verde" e lembra de quando a futura capitania era um arraial chamado Vila Real do Senhor Bom Jesus do Cuiabá ("Cidade formosa...Verde... Rosa / Teu nome reluz, Vila Real do Bom Jesus"). O refrão central da obra faz referência ao setor do enredo que trata das lendas e dos mitos da cidade ("O apito a tocar preste atenção! / Mistérios e lendas de assombração / Segui com coragem, mostrei meu valor / Eu sou Mangueira a todo vapor"). A segunda parte do samba inicia ainda fazendo menção às lendas populares da região ("Em cada lugar, um causo que o povo contou"). A seguir, o samba faz referência à arte e à culinária da região ("Em cada olhar, na arte um poema brilhou / Um doce sabor, tempero pro meu paladar"). Logo depois são lembradas as festas e manifestações religiosas da região, com destaque para a procissão de São Benedito ("Procure seu par a festança vai começar / Na benção de São Benedito eu vou dançar com o meu amor"). O verso seguinte exalta a natureza da cidade ("o sonho enfim chegou ao paraíso, emoldurado em cintilante céu azul"). O final do samba exalta a cidade e faz referência à sustentabilidade e à preservação da natureza.
- 8. "Vinicius no Plural. Paixão, Poesia e Carnaval" (União da Ilha)

A faixa da União da Ilha começa com o coro da comunidade cantando um trecho da obra "Se Todos Fossem Iguais a Você", de Tom Jobim e Vinícius de Moraes. A seguir o intérprete Ito Melodia dá seu grito de guerra e inicia o samba. A obra inicia fazendo referência à infância de Vinícius de Moraes na Ilha do Governador ("Surgiu, ao som do mar, um poeta / Que brincava na areia / Na Ilha um menino, sempre a sonhar"). Também lembra das poesias românticas do "Poeta da Paixão", uma das alcunhas de Vinícius ("Fez da sua vida um poema / Como é bom se apaixonar!"). "Ó pátria amada, recebe esse menestrel!" lembra da carreira diplomática de Vinícius e faz menção ao poema "Pátria Amada", de 1949. Também é lembrada a peça teatral Orfeu da Conceição, escrita por Vinícius em 1954 ("Voz do morro na folia, Orfeu chegou, raiou o dia!"). A Bossa Nova e a parceria com Tom Jobim são lembradas a seguir ("Levou a bossa no 'tom' d´alegria"). Os versos seguintes fazem referência à obra Os Afro-sambas, de Vinícius e Baden Powell, em que elementos da musicalidade africana, como o berimbau, foram adicionados ao samba ("Se é canto de Ossanha menina, então não vá! / Um berimbau vai ecoar... Vem, meu camará!"). O refrão central do samba faz referência à mãe de santo de Vinícius, Mãe Menininha do Gantois, e ao candomblé, tema de diversas canções do poeta ("Menininha me chamou... Vou pra Bahia / Sou da linha de Xangô... Caô meu guia / Odoyá... Yemanjá! / A benção meu Pai Oxalá!"). A segunda parte do samba faz referências à diversas músicas de Vinícius, como "Arrastão" e "Tarde em Itapuã" ("Ê jangada...Na luz da manhã vai navegar / Segue pra Itapuã, no brilho do sol...É bom vadiar!"), "Ela É Carioca" e "Garota de Ipanema" ("Um jeitinho que fascina, num doce balanço que não tem igual"). O livro de poemas infantis A Arca de Noé, que depois foi transformado em álbum musical, é lembrado no verso "Quando abrir a arca de Noé... / Um riso de criança em cada olhar". O refrão principal do samba da Ilha menciona um dos apelidos de Vinícius, "Poetinha" ("Onde anda você... Poetinha? / Saudade mandou te buscar") e faz referência à obra "Marcha de Quarta-Feira de Cinzas" ("A Ilha é paixão na Avenida / Mais que nunca é preciso cantar!").
- 9. "Eu Vou de Mocidade com Samba e Rock in Rio - Por Um Mundo Melhor" (Mocidade)

A faixa da Mocidade começa com um solo de guitarra. O instrumento é utilizado em outros trechos da canção. A bateria da escola faz uma rápida introdução, enquanto é saudada pelo intérprete Luizinho Andanças e o coro da comunidade. A seguir, Luizinho dá seu grito de guerra e inicia o samba, que tem como tema o Rock in Rio. A letra inicia mencionando "um sonho de amor e liberdade" que reluziu em verde e branco. Depois é lembrada a primeira edição do festival de música, quando, devido à chuva, a Cidade do Rock ficou toda enlameada ("Da lama então, a flor se abriu / Cantei a paz a igualdade"). Há também uma menção à segunda edição do festival, realizada no Maracanã ("A vida é um srhow, maraca é vibração") e uma referência à canção "Chiclete com Banana" ("É o samba/rock meu irmão"). O refrão central da obra exalta a mistura de rock e samba ("Pandeiro e guitarra, swing perfeito / Não tem preconceito, a nossa união") e cita a bateria da Mocidade, denominada Não Existe Mais Quente ("Meu baticumbum é diferente / Não... não existe mais quente"). A segunda parte do samba faz referência às edições do Rock in Rio em Portugal ("Vou pra Lisboa, eu vou na boa") e na Espanha ("Muito mais que um som pra curtir / Conquistei a arena de Madrid"). No final, o samba menciona o retorno do Rock in Rio à cidade do Rio de Janeiro ("Meu Rio...Voltei morrendo de saudade"). O refrão principal da obra cita o slogan do festival, "Por Um Mundo Melhor", que também nomeia o projeto social iniciado na edição de 2001 ("Um mundo melhor...que felicidade / No Rock in Rio eu vou de Mocidade").
- 10. "Pará - O Muiraquitã do Brasil. Sobre a Nudez Forte da Verdade, o Manto Diáfano da Fantasia" (Imperatriz)

A faixa da Imperatriz é interpretada por Dominguinhos do Estácio e Wander Pires. Na primeira passada do samba, cada intérprete canta um trecho da obra. Na segunda, os dois cantam juntos. A faixa abre com o coro da comunidade cantando o refrão da música "Quem vai ao Pará, Parou", de Pinduca. A seguir, Dominguinhos declara que "o Pará é a obra prima da Amazônia", mesma frase que o intérprete usou para abrir a faixa da Viradouro no álbum dos sambas de 2004. A frase era usada como slogan do governo de Simão Jatene, governador do Pará nas duas ocasiões, em 2004 e 2013. O samba inicia exaltando o amanhecer na floresta ("Raiou Cuara! / Oby aos olhos de quem vê!") e faz referência às tribos indígenas que viviam em harmonia com a natureza ("Eu bato o pé no chão, é minha saudação / Livre na pureza de viver!"), até a chegada dos colonizadores ("Sopra no caminho das águas / O vento da ambição"), que resultou num enfrentamento entre as partes ("O índio, então... Não se curvou diante a força da invasão / E da cobiça fez-se a guerra, sangrando as riquezas dessa terra"). Os versos seguintes fazem referência ao Ciclo da Borracha e ao Theatro da Paz, construído na mesma época ("Cicatrizou, deixou herança / E o que ficou está em cartaz... / Na passarela, estado de amor e paz"). O refrão central do samba faz menção aos ritmos e danças do Pará, como o siriá, o carimbó, a marujada e o treme, além de uma rápida referência à culinária da região ("Siriá... Carimbó... Marujada eu dancei / No balanço da morena... Me apaixonei / O bom tempero pro meu paladar... / De verde e branco treme o povo do Pará"). Os versos seguintes fazem referência ao artesanato local ("A arte que brota das mãos / Dom da criação, vem da natureza...") e ao Círio de Nazaré ("Oh, Mãe... Senhora, sou teu romeiro / A ti declamo em oração / Oh, Mãe... Mesmo se um dia a força me faltar / A luz que emana desse teu olhar vai me abençoar!"). O refrão principal da obra começa fazendo referência à estrela Espiga, que representa o Pará na bandeira brasileira ("No Norte a estrela que vai me guiar") e finaliza com o muiraquitã ("O talismã do meu país / A sorte da Imperatriz").
- 11. "Horário Nobre" (São Clemente)

A faixa da São Clemente tem como tema as telenovelas brasileiras. O intérprete Igor Sorriso abre a faixa saudando a bateria da escola. A letra do samba inicia expressando o sentimento dos aficionados assistindo telenovelas ("Nem adianta me ligar agora / Eu estou grudado na tela"). A seguir, a canção apresenta a escola ("Antiga história de amor / Orgulho da gente / Ajeita a poltrona, chegou... São Clemente!") e o enredo ("No espelho, a magia atravessa gerações / Está no ar a mística das grandes emoções"). As novelas Irmãos Coragem e A Viagem são lembradas no trecho seguinte ("Coragem, irmãos, que a viagem / Tem os dramas da vida que imita a arte"). O refrão central começa com um trecho da música "Dancin' Days", tema de abertura da novela homônima. Também faz referência à Roque Santeiro e ao bordão "não é brinquedo não", da personagem Dona Jura de O Clone ("Dance bem, dance mal, dance sem parar / Roque quer sambar... Não é brinquedo não"). O bordão "quero muito ouro, Inshalá", da personagem Khadija, de O Clone, também foi lembrado, junto com a novela O Astro ("Quero ouro, muito dez, Inshalá / O astro na imagem da televisão"). A segunda parte do samba menciona diversas personagens femininas, como Gabriela ("Bem lembro a me seduzir / A morena sensual Gabriela"); Tieta e Isaura ("Fogosa Tieta e a doce Isaura / Branca escrava, tão bela"); Dona Redonda, de Saramandaia ("Em Bole-Bole, quem não viu? / Dona Redonda explodiu!"); a beata Perpétua, de Tieta, e a vilã Odete Roitman, de Vale Tudo ("Segura a peruca, Perpétua / Odete, chegou sua hora"). Ainda menciona recursos narrativos muito utilizados, especialmente nos finais das tramas ("O Brasil parou! Quem matou? / Já vai terminar do jeito que eu quis / Vilão não tem vez, final feliz"). O refrão principal do samba brinca com os personagens de Roque Santeiro ("Olha quem chegou, Sinhozinho Malta / Viúva Porcina sambando igual mulata").
- 12. "As Sete Confluências do Rio Han" (Inocentes)

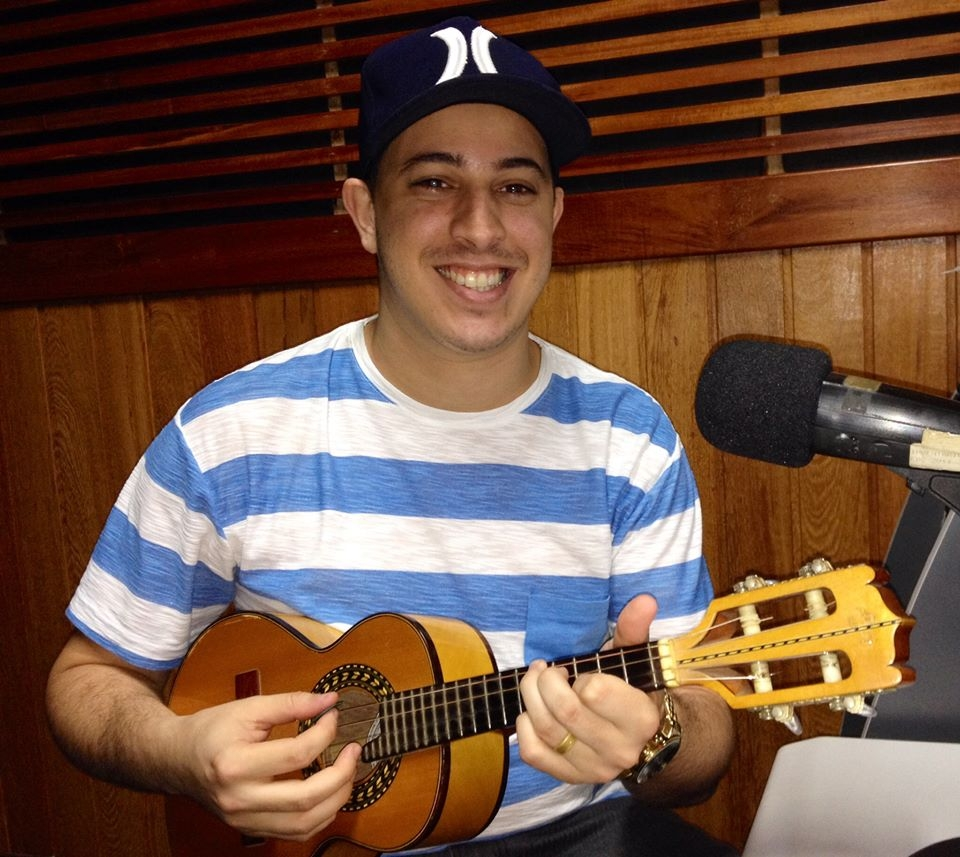
Thiago Brito, da Inocentes, é o intérprete mais novo do álbum.

A última faixa do álbum, da Inocentes de Belford Roxo, é interpretada por Thiago Brito e Wantuir. Na primeira passada do samba, cada intérprete canta uma parte da obra. Na segunda, os dois cantam juntos. O samba inicia fazendo referência à estreia da Inocentes no Grupo Especial ("Chegou o grande dia / Ao despertar de um sonho especial"). Em seguida é apresentado o enredo ("Rufam os tambores na avenida / Coréia do Sul se faz carnaval"). É lembrada a mitologia coreana ("Para a deusa do vento a proteção"); a rosa-de-sarom, adotada como flor nacional da Coréia do Sul ("Rosas de Sharon / Recomeço e transformação"); e o valor dado pelos coreanos aos espíritos dos seus ancestrais ("O respeito aos seus ancestrais reflete nos antigos rituais"). O refrão central do samba faz referência ao fluxo migratório de coreanos para Brasil e cita o bairro paulista do Bom Retiro, local com grande concentração de imigrantes da Coréia do Sul ("Um rio de amor me leva / O destino soprou, saudade / Um porto seguro, o futuro revela / Um bom-retiro de esperança e liberdade"). A segunda parte do samba inicia mencionando a cultura popular ("Sinto a emoção em cada expressão da cultura popular") e segue fazendo referência à construção naval sul-coreana, fundamental para o crescimento econômico do país oriental, e ao sucesso das empresas de tecnologia ("Navegar, mudar a direção / Num toque, se comunicar"). A seguir, o samba faz referência à religiosidade do país ("A fé refletida na paz de um olhar"). Chegando ao final, o samba exalta a parceria entre Coréia do Sul e Brasil ("E lá vou eu colhendo os frutos dessa minha união") e celebra os cinquenta anos de imigração sul-coreana no país ("Braços abertos a imigração / Cinquenta anos nessa pátria mãe gentil").

## Crítica profissional
| Críticas profissionais | Críticas profissionais |
| Avaliações da crítica  | Avaliações da crítica  |
| Fonte                  | Avaliação              |
| ---------------------- | ---------------------- |
| O Globo                | Regular                |
| Extra                  | Regular                |
| Cult Magazine          | Favorável              |
| Sambario               | Favorável              |

Leonardo Lichote, do jornal O Globo, avaliou o álbum como regular, apesar da "gravação primorosa". Segundo o jornalista, a melhor faixa é da Vila Isabel: "A composição com toques de samba rural, sanfona e versos como 'Ô, muié, o cumpadi chegou' (com a melodia forçando o canto para a dicção caipira) iluminam o tema com sutilezas que talvez passem batidas no desfile". O samba da Portela também foi elogiado ("acerta ao abrir com jongo, citar harmoniosamente o partido e o charme e ecoar a tradição de velhos sambas"). Ainda segundo Lichote, a Unidos da Tijuca "marca pontos ao cantar a Alemanha"; a São Clemente "faz um samba de apelo popular e qualidade, enfileirando novelas"; o samba do Salgueiro "não dá liga", a canção da Inocentes soa como "convencional", assim como a obra da Imperatriz. Sobre o samba da União da Ilha, "o mash-up de letras de Vinicius funciona (sobretudo no refrão afro)". "Sem a mesma força, a Beija-Flor canta o cavalo ("Puro-sangue azul e branco" é acerto)". Os demais sambas receberam críticas negativas. A obra da Grande Rio "começa bem, mas com royalties do petróleo é difícil"; a Mangueira "sofre com Cuiabá"; e a canção da Mocidade é uma "pilha de clichês de rock e samba". Também foi criticada a expressão "overdose de emoção" utilizada na obra da escola de Padre Miguel.
Para Leonardo Bruno, do jornal Extra, Sambas de Enredo 2013 não repete a qualidade do álbum anterior, com os sambas de 2012. As obras de Portela e Vila Isabel foram as mais elogiadas, ambas ganharam nota 9,9 do jornalista. Segundo Leonardo, o samba da Portela "está acima da média, especialmente em sua melodia, que lembra uma mistura de samba de roda com partido-alto". A canção da Vila tem "uma melodia riquíssima, aliada a uma letra muito inspirada". A obra da Unidos da Tijuca recebeu nota 9,5: "o refrão é muito feliz, mas o resto do samba não mantém o nível alto". O samba da Mangueira também recebeu nota 9,5: "Aquém dos últimos bons sambas da escola, mas não compromete". A canção da União da Ilha também ganhou nota 9,5: "A melodia é melhor do que a letra, que não é muito inspirada". O samba da Beija-Flor recebeu nota 9,4: "Samba sem grandes momentos, mas Neguinho da Beija-Flor, que sempre faz grandes gravações, ajuda a melhorar a obra". A obra da Imperatriz também recebeu nota 9,4: "Trechos pouco inspirados alternam com alguns bons momentos. Um samba que passa em branco". A Inocentes também teve nota 9,4: "Com a letra um pouco confusa, o samba traz melodias interessantes nos refrãos, mas sem grande criatividade". O samba do Salgueiro ganhou nota 9,3: "Descritivo em excesso, é monótono ao tratar de um tema de difícil carnavalização". A obra da Grande Rio teve nota 9,2: "É muito difícil entender o enredo através do samba". A São Clemente também recebeu 9,2: "Junções pouco criativas com os nomes dos personagens e bordões da TV não formam um bom samba". A pior avaliação foi dada ao samba da Mocidade, com nota 9: "Samba desanimado, letra sem inspiração, que não conta uma história".
Bruno Guedes, da Cult Magazine, elogiou o álbum: "Neste ano, a voz dos intérpretes está mais viva e o grupo de coro não tão alto, tornando o produto final ainda mais agradável para se escutar e apreciar as obras que embalarão as escolas. Outra característica marcante do álbum é o bom andamento rítmico das baterias, sem correria ou qualquer aceleração que já ocorreu em outros trabalhos". Sobre os sambas, Bruno destacou a faixa da Portela como a melhor do álbum ("os autores capricharam na melodia e acharam uma letra perfeita para descreverem o bairro de Madureira"). O samba da Vila Isabel também foi elogiado ("tem tudo para ser o grande destaque do carnaval 2013 [...] O que mais chama a atenção na gravação é o excelente trabalho do intérprete Tinga e da bateria"). No samba da Unidos da Tijuca, "com melodia que mantém as características dos anos anteriores, há bom entrosamento com a letra"; o Salgueiro tem "um samba extremamente popular em seu refrão. Com uma melodia que se destaca pela agradabilíssima gravação da Furiosa"; o samba da Beija-Flor tem "melodia que passeia por tons maiores e menores, letra densa e um refrão que é voltado para sua comunidade"; o samba da Mangueira "conseguiu juntar letra e melodia de forma agradável". Para Bruno, o complicado enredo sobre royalties de petróleo refletiu no samba da Grande Rio, que "não é do mesmo nível dos outros"; a União da Ilha tem "um samba novamente nos seus moldes. Não com a qualidade de outrora, mas com a mesma empolgação"; no samba da Mocidade, "destaque para o bom intérprete Luizinho Andanças, uma das vozes mais potentes do carnaval, junto da bateria"; a Imperatriz tem um samba "agradável", onde "a bateria impõe um ritmo excelente"; o samba da São Clemente é "repleto de expressões e palavras que o ouvinte consegue entender e se identificar na primeira audição"; a Inocentes apresenta "um dos bons sambas da safra [...] Os compositores conseguiram traduzir toda a sinopse de forma que a melodia não fosse deixada de lado".
Para Marco Maciel, do site especializado Sambario, o álbum de 2013 é mais animado do que os anteriores e as obras de Vila e Portela "estão muito a frente das demais, que se situam num patamar de bom pra mediano". O samba da Vila recebeu nota 10: "uma das mais lindas letras do gênero nos últimos tempos". A obra da Portela ganhou nota 9,9: "a homenagem ao bairro de Madureira proporcionou mais uma vez refrãos poderosos e partes de primorosa melodia". A canção da Unidos da Tijuca recebeu nota 9,4: "Em virtude da complexidade do enredo sobre a Alemanha, as partes que mais centralizam as atenções no samba-enredo são as que exaltam a escola". A faixa da Beija-Flor teve nota 9,3: "O samba-enredo honra as características dos últimos apresentados pela escola, sendo bem aguerrido e valente". A Imperatriz também recebeu 9,3: "Se o refrão principal é fraco, a obra vai crescendo ao longo dos versos, passando pelo bom refrão central, até atingir o clímax no lindíssimo trecho a partir de 'Oh Mãe Senhora, sou teu romeiro', que fecha a composição em grande estilo". O samba da Grande Rio ganhou nota 9,1: "uma obra agradável, de melodia grudenta e vibrante, embora a letra naturalmente deixe a desejar em muitos momentos". A Mangueira também ganhou 9,1: "Valente e pra cima, o samba-enredo tem a cara da Mangueira, mas possui características mais funcionais em relação aos carnavais passados da agremiação". A canção da Inocentes recebeu nota 9: "samba correto e funcional". O Salgueiro teve nota 8,9: "Os dois refrões, sobretudo o central, são as melhores partes. A citação a John Lennon é a parte mais criativa da letra, que possui bons e maus momentos". A obra da Mocidade ganhou nota 8,8: "Rimas forçadas como a de 'Lisboa' com 'boa' prejudicam o resultado final do samba, que é leve e funcional, de melodia agradável". A São Clemente também ganhou 8,8: "o samba é divertido e animado, sendo fiel à característica da escola". A obra mais mal avaliada foi a da União da Ilha, com nota 8,7. Segundo Maciel, o samba "carece de um momento de explosão, de um diferencial, pois não há inovações na melodia".

## Desempenho comercial
Sambas de Enredo 2013 foi o nono álbum mais vendido do ano de 2012 no Brasil. Em 2013, o álbum também esteve entre os mais vendidos do país, chegando a ocupar a primeira posição do Top 20 Semanal da Associação Brasileira dos Produtores de Discos (ABPD) entre os dias 2 de fevereiro e 9 de março.

## Os sambas no carnaval

### Premiações
O samba da Vila Isabel recebeu todos os prêmios do carnaval de 2013:
| 1. Estandarte de Ouro 2. Estrela do Carnaval 3. Gato de Prata 4. Plumas & Paetês Cultural 5. Prêmio SRzd | 6. Prêmio Veja Rio Carnaval 7. S@mba-Net 8. Tamborim de Ouro 9. Troféu Apoteose 10. Troféu Tupi Carnaval Total |

## Créditos
| Ao processo de elaboração do álbum se atribui os seguintes créditos: - Produtor fonográfico: Editora Musical Escola de Samba LTDA. (Edimusa) - Direção artística: Zacarias Siqueira de Oliveira - Produção: Laíla e Mário Jorge Bruno - Apoio à produção: Gleide Mota Trancoso e Genilson Barbosa - Coordenação do projeto: Denise Romano - Gravado por: MW Musical (Ao vivo na Cidade do Samba, Rio de Janeiro, RJ) - Unidade móvel: Spectacle - Responsável técnico: Dominique Chalhoub - Assistente: Maurício Spíndola - Monitoração: MZ Áudio - Técnico de monitor: Jairo dos Santos - Gravado por: William Luna Jr. e Mário Jorge Bruno - Assistentes técnicos de gravação: José Sartori (Magro), Douglas de Souza (Garrafinha), Mauro Araújo, Daniel Alcoforado, Thiago Jardim - Mixagem: Cia. dos Técnicos Studios - Mixado por: Mário Jorge Bruno e William Luna Jr. - Coordenação de estúdio: Eusa Alves - Edição digital: Daniel Alcoforado - Projeto gráfico: Jefferson Coutinho (Lêka), Alberto Vilar e Leandro Arraes (LA Studio) - Revisão: Luiz Augusto (Revertexo) | - Arte da capa: Fabio Oliveira - Foto da capa: Mario Samagaio - Foto da contracapa: Diego Mendes - Arregimentação das escolas de samba: Zacarias Siqueira de Oliveira - Arregimentação, harmonia e percussão: Genilson Barbosa e Mário Jorge Bruno - Arranjo / regência: Alceu Maia (faixas 2, 5, 6, 7, 11, 12) e Jorge Cardoso (faixas 1, 3, 4, 8, 9, 10) - Mestres de bateria: Casagrande (Unidos da Tijuca); Marcão (Salgueiro); Paulinho Botelho e Wallan Amaral (Vila Isabel); Plínio e Rodney (Beija-Flor); Ciça (Grande Rio); Nilo Sérgio (Portela); Aílton Nunes e Alexandre Vieira (Mangueira); Odilon Costa e Riquinho (União da Ilha); Bereco e Dudu (Mocidade Independente); Noca (Imperatriz); Calequinho e Gil (São Clemente); Washington Paz e Celinho (Inocentes de Belford Roxo) - Coro da comunidade: Todas as escolas Base - Cavaquinho: Rafael Prates e Alceu Maia - Violão de sete cordas: Carlinhos 7 Cordas - Complementos de harmonia: Marcelo Nami (cavacolão, violão de 12 cordas, violão e viola); Rafael Menininão (acordeão); Nélio Junior (teclado); Fred Ferreira (guitarra); Beloba (tantã); André Rocha (pandeiro); Marcos Esgulebinha (repique de mão); Binho Percussão (complementos de percussão) |